# Marco Simone
Marco Simone (Castellanza, 7 de Janeiro de 1969) é um treinador e ex-futebolista italiano.

## Carreira
Simone iniciou sua carreira no tradicional Como, com apenas dezoito anos. Foi emprestado ao inexpressivo Virescit Boccaleone, que na época disputava a terceira divisão. Teve uma grande temporada na equipe, tendo marcado quinze vezes, terminando como artilheiro do campeonato. Tendo retornado ao Como, foi titular da equipe durante a temporada, tendo marcado seis vezes, mas não evitando o rebaixamento.
Mesmo sendo rebaixado com o Como, o treinador do Milan, Arrigo Sacchi, demonstrou interesse em seu futebol, tendo o Milan o contratado logo em seguida. Sua passagem no rossonero seria longa e bem sucedida, tendo conquistado o título da Copa dos Campeões logo em sua estreia. Apesar de sua baixa média de gols, tendo marcado apenas três durante a temporada, esteve presente nas conquistas da Supercopa Europeia e o Mundial Interclubes.
Passou as três temporadas seguintes na maior parte do tempo no banco de reservas. Curiosamente, apesar do baixo número de jogos, seu número de gols passou a ser alto. A partida da temporada 1993-94, passou a ser importante na equipe, tendo participações decisivas na conquista do tricampeonato da Serie A, além do título da Liga dos Campeões da UEFA. Na temporada seguinte, teve uma grande temporada, tendo marcado dezessete vezes no campeonato e mais quatro nos demais torneios.
Permaneceu durante mais duas temporadas no Milan, sendo importante, mas não conquistando mais nenhum título. Com isso, acabou aceitando uma proposta do Paris Saint-Germain. Em sua primeira temporada, teve grande destaque, sendo uma das melhores em sua carreira, conquistando o título da Copa da França e da Copa da Liga Francesa. No final da temporada, ainda foi eleito o melhor jogador do Campeonato Francês.
Disputou mais uma temporada pelo PSG, mas não tendo a mesma participação da anterior. Acabou se transferindo para o Monaco, onde conquistou o título do Campeonato Francês, vivendo a sua melhor temporada na carreira, marcando vinte e uma vezes no campeonato e vinte e oito no total. Na temporada seguinte, não teve o mesmo destaque. Já em sua terceira temporada, iniciou no Monaco, mas acabou retornando ao Milan, mas sendo reserva.
Retornou ao Monaco, mas quase não disputou partidas. Acabou saindo ao término da temporada e, após um tempo parado, assinou com o Nice, mas ficando apenas meia temporada. Voltou no ano seguinte pelo Legnano, onde encerrou sua carreira e, posteriormente, se tornou presidente.
Foi anunciado como treinador do Monaco em 12 de setembro de 2011. No entanto, como nâo conseguiu o acesso à primeira divisão, mesmo após bons resultados com a chegada de reforços durante a janela de transferências de inverno, acabou sendo demitido em 19 de maio de 2012 logo após o término do campeonato.

## Títulos
Milan:
- Serie A: 1991–92, 1992–93, 1993–94, 1995–96
- Liga dos Campeões da UEFA: 1989–90, 1993–94
- Supercopa da UEFA: 1989, 1994
- Copa Intercontinental: 1989

Paris Saint-Germain:
- Copa da França: 1997–98
- Copa da Liga Francesa: 1997-98

Monaco:
- Ligue 1: 1999–2000

Individuais
- Melhor jogador do Campeonato Francês: 1997-98
- Corredor da fama de AC Milan